# Tjaak Pattiwael
Isaak Pattiwael (* 23. Februar 1914 in Niederländisch-Indien, heute Indonesien; † 16. März 1987), Spitzname "Tjaak", war ein indonesischer Fußballnationalspieler.

## Karriere
Pattiwael spielte für VV Jong Ambon Batavia, einem Verein aus der Hauptstadt der seinerzeitigen niederländischen Kolonie Niederländisch-Indien, dem heutigen Jakarta, der Hauptstadt Indonesiens.
Pattiwael gehörte zum Aufgebot der niederländisch-indischen Nationalmannschaft bei der Weltmeisterschaft 1938 in Frankreich. Durch die am 5. Juni 1938 in Reims im Achtelfinale mit 0:6 verlorene Begegnung gegen den späteren Vizeweltmeister Ungarn, schied er mit seiner Mannschaft aus dem Turnier aus.